# Pelourinho de Alfarela de Jales
O Pelourinho de Alfarela de Jales é um pelourinho situado na freguesia de Alfarela de Jales, no município de Vila Pouca de Aguiar, distrito de Vila Real, em Portugal.
Está classificado como Imóvel de Interesse Público desde 1933.